# رابطة حدائق الحيوان وأحواض السمك
رابطة حدائق الحيوان وأحواض السمك سابقاً (الجمعية الأمريكية لحدائق الحيوان وأحواض السمك، والأصلالرابطة الأمريكية لحدائق الحيوان وأحواض السمك) تأسست في عام 1924، وهي منظمة غير ربحية مكرسة للنهوض بحدائق الحيوان وأحواض السمك العامة في مجالات الحفاظ والتعليم والعلوم والترفيه.